# Akhtenskite
L'akhtenskite est un minéral très rare, constitué d'oxyde de manganèse MnO2. On la trouve sous la forme de cristaux microscopiques de structure hexagonale gris à noirs, feuilletés à lamellaires, en agrégats parallèles.
L'akhtenskite est nommée d'après sa localité type en Russie, le gisement de fer d'Akhtenskoye situé sur la commune de Magnitka (district de Kosinsky (en), oblast de Tcheliabinsk). Elle y a été trouvée associée à la cryptomélane, la goethite, la nsutite (en), la pyrolusite et la todorokite (en).
Décrite en 1979, l'akhtenskite est approuvée par l'IMA en 1982 qui lui attribue le symbole Akh. Elle est l'analogue naturel d'un oxyde de synthèse produit par les chimistes russes Kondrashev et Zalslavkyi en 1951, qu'ils ont nommé ε-MnO2.

## Chimie
De masse molaire de 86,94 g/mole, elle est composée à 100 % d'oxyde de manganèse MnO2. Les deux éléments se répartissent à 63,19 % pour le manganèse et à 36,81 % pour l'oxygène.
Du fait de son oxydation, elle a des propriétés catalytiques qui peut être utilisées dans des réactions chimiques. L'akhtensite synthétique couplée à la goethite peut être utilisée pour éliminer l’arsenic.
L’akhtenskite est un polymorphe de la pyrolusite et de la ramsdellite et membre du groupe de la ramsdellite, avec cette dernière, la nsutite et la paramontroséite.

## Classification
Dans la classification de Strunz, le minéral est classé sous la cote 4.DB.15b, où il est identifié comme un oxyde, aux côtés des hydroxydes, vanadates, arsénites, antimonites, bismuthites, sulfites, sélénites, tellurites et iodates. Ce groupe se caractérise par la présence de cations de taille moyenne et une structure de maille qui présente des chaînes d'octaèdres à arêtes partagées. Dans la classification de Dana, il est classé sous la référence 4.4.10.1 en tant qu'oxyde simple de forme AX2 où « A » représente un cation ; « X », un anion, et l'indice de 2 indique qu'il y a deux anions pour chaque cation.

## Formation et gisements
L’akhtenskite est un minéral secondaire d'altération et/ou de métamorphisme élevés des gisements de Ba/Mn/Pb/Zn (mode paragénétique 32). La formation a commencé au stade paragénétique 5, à savoir après le début de la tectonique des plaques entre 3,5 et 2,5 milliards d'années dans des nodules de manganèse des fonds marins (mode 42) — concrétions énigmatiques riches en manganèse et en fer, avec une teneur significative en nickel, cuivre et cobalt, qui forment des gisements étendus sur certaines régions du plancher océanique — ou au stade 7 lors de la Grande Oxydation à partir de 2,4 milliards d'années qui a permis l'oxydation et la déshydratation de minéraux près de la surface (mode 47h).
Elle a probablement une origine biotique dans la localité type (le gisement d'Akhtensk). Elle s'y trouve dans des mélanges de « psilomélane » avec d'autres oxydes de manganèse du gisement d'oxyde de fer, probablement altérés par des bactéries à partir d'un minéral précédent, dans des incrustations de minéraux de ferromanganèse sur des fonds océaniques.
La base de données minéralogiques Mindat.org recense en 2025, neuf gisements dans le monde. Deux en Russie, 4 en Europe centrale (Roumanie et Hongrie), 1 en Chine et 2 au Japon.